# إسلام أباد مكدين
إسلام أباد مكدين (بالفارسية: اسلام‌آباد مکدین) هي قرية تقع في قسم بيشكوة موغوئي الريفي (مقاطعة فريدون شهر) في إيران. يقدر عدد سكانها بـ 126 نسمة .